# Сельское поселение Пореченское (Вологодская область)
Сельское поселение Пореченское — упразднённое сельское поселение в составе Вашкинского района Вологодской области.
Центр — посёлок Бонга.
Образовано 1 января 2006 года в соответствии с Федеральным законом № 131 «Об общих принципах организации местного самоуправления в Российской Федерации».
В состав сельского поселения вошёл Пореченский сельсовет.
Законом Вологодской области от 25 июня 2015 года № 3689-ОЗ, сельские поселения Киснемское, Коневское, Пиксимовское, Покровское и Пореченское были преобразованы, путём их объединения, в сельское поселение Киснемское с административным центром в селе Троицкое.
По данным переписи 2010 года население — 285 человек.

## Населённые пункты
В 1999 году был утверждён список населённых пунктов Вологодской области. С тех пор состав Пореченского сельсовета не изменялся.
В состав сельского поселения входило 6 населённых пунктов, в том числе
5 деревень,
1 посёлок.
| Населённый пункт    | ОКАТО          | Рег. номер | Расстояние до районного центра, км | Расстояние до центра поселения, км | Координаты                      |
| ------------------- | -------------- | ---------- | ---------------------------------- | ---------------------------------- | ------------------------------- |
| посёлок Бонга       | 19 212 840 001 | 869        | 51                                 | —                                  | 60°30′32″ с. ш. 37°33′27″ в. д. |
| деревня Костино     | 19 212 840 002 | 870        | 59                                 | 8                                  | 60°28′47″ с. ш. 37°26′51″ в. д. |
| деревня Левино      | 19 212 840 003 | 871        | 54                                 | 3                                  | 60°29′27″ с. ш. 37°31′47″ в. д. |
| деревня Подгорная   | 19 212 840 004 | 872        | 57                                 | 6                                  | 60°29′20″ с. ш. 37°28′03″ в. д. |
| деревня Семёновская | 19 212 840 005 | 873        | 63                                 | 12                                 |                                 |
| деревня Харбово     | 19 212 840 006 | 874        | 58                                 | 7                                  | 60°29′25″ с. ш. 37°28′30″ в. д. |